# Česká národní fotbalová liga 1986/1987
V soubojích 18. ročníku České národní fotbalové ligy 1986/87 se utkalo 16 týmů dvoukolovým systémem podzim–jaro.

## Konečná tabulka
Zdroj: 
| Poř. | Tým                           | Z  | V  | R  | P  | VG | OG | B  |
| ---- | ----------------------------- | -- | -- | -- | -- | -- | -- | -- |
| 1.   | TJ Spartak ZVÚ Hradec Králové | 30 | 16 | 11 | 3  | 51 | 20 | 43 |
| 2.   | TJ Zbrojovka Brno             | 30 | 18 | 5  | 7  | 56 | 19 | 41 |
| 3.   | TJ JZD Slušovice              | 30 | 14 | 8  | 8  | 57 | 47 | 36 |
| 4.   | TJ VP Frýdek-Místek           | 30 | 12 | 9  | 9  | 43 | 36 | 33 |
| 5.   | TJ Auto Škoda Mladá Boleslav  | 30 | 11 | 7  | 12 | 35 | 39 | 29 |
| 6.   | TJ Ostroj Opava               | 30 | 11 | 7  | 12 | 29 | 33 | 29 |
| 7.   | TJ Slovan Elitex Liberec      | 30 | 11 | 7  | 12 | 35 | 40 | 29 |
| 8.   | TJ Gottwaldov                 | 30 | 11 | 7  | 12 | 31 | 41 | 29 |
| 9.   | VTJ Tábor                     | 30 | 11 | 6  | 13 | 35 | 37 | 28 |
| 10.  | TJ Sklo Union Teplice         | 30 | 9  | 10 | 11 | 30 | 39 | 28 |
| 11.  | TJ DP Xaverov                 | 30 | 11 | 6  | 13 | 30 | 39 | 28 |
| 12.  | TJ VTŽ Chomutov               | 30 | 10 | 7  | 13 | 31 | 31 | 27 |
| 13.  | TJ Vagonka Česká Lípa         | 30 | 10 | 7  | 13 | 24 | 27 | 27 |
| 14.  | TJ VOKD Poruba                | 30 | 10 | 7  | 13 | 30 | 37 | 27 |
| 15.  | VTJ Žatec                     | 30 | 9  | 5  | 16 | 34 | 49 | 23 |
| 16.  | TJ TŽ Třinec                  | 30 | 8  | 7  | 15 | 29 | 46 | 23 |

Poznámky:
- Z = Odehrané zápasy; V = Vítězství; R = Remízy; P = Prohry; VG = Vstřelené góly; OG = Obdržené góly; B = Body

|  | 1. československá fotbalová liga 1987/88 |
|  | Sestup do II. ČNFL 1987/88               |

## Soupisky mužstev

### TJ Spartak ZVÚ Hradec Králové
Luděk Jelínek (7/0),
Zdeněk Votruba (23/0) –
Pavel Bergman (14/2),
Jiří Časko (19/1),
Michal Čermák (5/0),
Pavel Černý (28/23),
Jindřich Doubek (2/0),
Radomír Hrubý (10/1),
Aleš Javůrek (7/0),
Petr Jirásko (12/4),
Jiří Klička (9/0),
Václav Kotal (29/10),
Rostislav Macháček (29/0),
Miloš Marek (4/0),
Pavel Matějka (12/0),
Miloš Mejtský (30/7),
Vladimír Mráz (27/0),
Richard Polák (27/1),
Josef Pospíšil (13/1),
Josef Ringel (21/1),
Petr Silbernágl (8/0),
Milan Ujec (6/0),
Tomáš Vosáhlo (19/0) –
trenér Milan Kollár, asistent Milan Šmarda

### TJ Zbrojovka Brno
Radek Rabušic (30/0/15) –
Josef Andrýsek (9/0),
Petr Bauman (15/1),
Petr Čuhel (5/1),
Pavel Dobeš (25/1),
Libor Došek (28/5),
Martin Drábek (1/0),
Ivan Gábor (10/2),
Jiří Hajský (12/0),
Vladimír Huťka (14/0),
Jaroslav Jakub (13/1),
Zdeněk Jareš (11/1),
Jiří Jaroš (2/0),
Róbert Kafka (11/1),
Stanislav Kluz (1/0),
Pavel Kobylka (22/0),
Roman Kukleta (28/32),
Ľubomír Kulich (7/0),
Petr Maléř (13/0),
Vladimír Michal (27/1),
Stanislav Schwarz (29/1),
Miroslav Steinhauser (16/0),
Vladimír Šeďa (9/3),
Lambert Šmíd (10/2),
Petr Vacenovský (13/2),
Libor Zelníček (22/2) –
trenér Ivan Hrdlička, asistent Rudolf Skarka

### TJ JZD Slušovice
Miroslav Kutňák (1/0),
Jozef Michálek (13/0),
Dalibor Valčík (16/0) –
Peter Ančic (19/0),
Vladimír Bartoň (27/0),
Jiří Běleš (3/1),
Vladimír Biras (11/0),
Jan Bula (7/0),
Václav Cahyna (11/1),
Petr Dukát (11/0),
Michal Dunda (1/0),
Dušan Griga (14/10),
Josef Hamšík (16/2),
Zdeněk Charvát (1/0),
Miroslav Chmela (15/9),
Tibor Chobot (23/3),
Jaroslav Irovský (29/3),
Petr Ježek (28/14),
Petr Kolařík (3/0),
Miroslav Lapčík (20/1),
Luděk Lošťák (24/3),
František Mikulička (19/5),
Miroslav Pavlech (11/0),
Petr Pinkas (18/0),
Ladislav Soviš (11/3),
Ján Šimo (13/1),
Radomír Vichtora (3/0) –
trenér Antonín Juran, asistent Miroslav Polášek

### TJ VP Frýdek-Místek
Petr Mamula (13/0),
Petr Sostřonek (17/0) –
Jiří Brumovský (4/0),
Zdeněk Cebula (2/1),
Dalibor Damek (16/0),
Zdeněk Ďuriš (27/8),
Miroslav Elko (28/1),
Lumír Havránek (20/4),
Ivan Henik (10/1),
Zdeněk Klepáč (27/0),
Jaroslav Křiva (1/0),
Vlastimil Lach (10/1),
Radomír Liberda (13/0),
Jozef Marchevský (27/4),
Miroslav Onufer (28/7),
Karel Orel (26/0),
Pavel Plucnar (2/0),
Jiří Skonah (1/0),
Radek Sobotík (28/0),
Jaroslav Šišma (29/10),
Igor Tušl (1/0),
Jozef Vančo (22/3),
Ladislav Zaduban (24/2) –
trenér Erich Cviertna, asistent Svatopluk Schäfer

### TJ Auto Škoda Mladá Boleslav
Josef Ehrenberger (11/0),
Petr Mareš (3/0),
Miroslav Stárek (5/0),
Radim Straka (12/0) –
Jaroslav Barvíř (5/2),
Milan Boháč (20/3),
Martin Folprecht (13/0),
Jiří Holakovský (16/0),
Pavel Janáček (11/1),
Michal Kalíšek (9/0),
Jaroslav Kotek (24/0),
Jiří Kříž (26/2),
Roman Kudláček (6/2),
Radovan Loužecký (14/3),
Václav Migas (2/0),
Vítězslav Mojžíš (20/6),
Jaromír Navrátil (27/2),
Milan Pechanec (18/3),
Milan Poupa (25/4),
Ladislav Prostecký (28/0),
Jaroslav Rybák (23/2),
Vladimír Sedláček (3/0),
Milan Šíp (4/0),
František Štambachr (15/0),
Roman Veselý (12/4),
Milan Zahrádka (25/0),
Tomáš Zapletal (1/1) –
trenér Josef Jebavý, asistent Jan Plachý

### TJ Ostroj Opava
Jiří Lindovský (30/0/10) –
Miroslav Bedrich (16/1),
Josef Bomba (15/2),
Milan Břenek (13/2),
Andrej Gánovský (18/0),
Ladislav Gurecký (5/0),
Pavel Hadaščok (23/0),
Pavel Harazim (25/2),
Jan Hruška (15/4),
Miroslav Josefus (2/0),
Tomáš Kamrád (7/0),
Josef Kašný (14/1),
Jiří Knopp (23/0),
Martin Komárek (29/2),
Libor Pauliška (4/0),
Jindřich Pardy (29/5),
Miroslav Pekárek (25/7),
Josef Piwowarský (5/0),
Pavel Poštulka (15/1),
Pavel Rychtár (20/0),
Jan Vožník (8/0),
Vítězslav Vystrk (10/0),
Jiří Zamazal (9/0),
Ivan Zimmermann (20/1),
Libor Žurek (1/0) –
trenér Alois Sommer, asistent Zdeněk Knopp

### TJ Slovan Elitex Liberec
Antonín Kudláček (26/0),
Radek Suchý (4/0) –
Luboš Bárta (27/7),
Zdeněk Cmunt (20/4),
Miroslav Černý (11/0),
Jaromír Hartych (9/0),
Pavel Havel (4/0),
Pavel Jirouš (27/3),
Milan Kneys (12/1),
Petr Myslivec (27/1),
Miloš Novotný (24/0),
Josef Petřík (26/3),
Pavel Pěnička (7/2),
Miroslav Pižl (1/0),
Pavel Podlipný (3/0),
Vladimír Samek (1/0),
Zdeněk Schovánek (25/2),
Jiří Sochor (25/5),
Jiří Šidák (24/1),
Petr Šísler (29/2),
Jiří Štol (23/1),
Petr Záleta (22/0) –
trenér František Gerhát

### TJ Gottwaldov
Karel Křejčíř (1/0),
Radomír Kusák (25/0),
Alois Máčala (7/0) –
Jiří Adamkovič (27/0),
Ivan Blaha (8/0),
Rudolf Čelůstka (15/0),
Michael Doležal (4/1),
Tomáš Fidra (13/3),
Zdeněk Fries (14/1),
Ludevít Grmela (23/5),
Milan Hájek (18/0),
Oldřich Kegler (1/0),
Jan Kouřil (27/9),
Oldřich Kozubík (5/0),
Jan Křapa (27/0),
Dalibor Kučera (19/1),
Petr Maléř (15/1),
Radomír Novák (20/2),
Karel Pěnička (28/1),
Antonín Příkaský (6/0),
Luboš Rábel (20/2),
František Rolinc (25/4),
Vladislav Straka (14/0),
Stanislav Suský (6/0),
Jiří Šlahar (3/0),
Miroslav Vybíral (13/0),
Miroslav Vykopal (2/0) –
trenér Josef Kučera, od 1. 1. 1987 Zdeněk Školoudík, asistent Zdeněk Školoudík, od 1. 1. 1987 Viktor Doležal

### VTJ Tábor
Petr Hejníček (4/0),
Pavel Srniček (11/0),
Juraj Šimurka (16/0) –
Marian Bedrich (18/2),
Džimis Bekakis (24/0),
Jaroslav Derco (7/0),
Ivo Farský (30/1),
Dušan Fábry (25/8),
Robert Gróff (1/0),
Libor Fryč (23/3),
Roman Hanus (14/0),
Radomír Chýlek (15/4),
Jan Janošťák (10/0),
Pavel Jeřábek (11/1),
Roman Kaizar (21/0),
René Kanive (1/0),
Jaroslav Kurej (7/1),
Ladislav Lakatoš (15/0),
Miloslav Myslivec (3/0),
František Mysliveček (14/2),
Ivan Panáč (29/5),
Václav Pěcháček (12/0),
Pavel Pěnička (22/7),
Roman Pivarník (10/0),
Rostislav Prokop (9/0),
Milan Rimanovský (6/1),
Jan Sanytrník (8/1),
Jiří Slabý (4/0),
Jaroslav Šimon (8/0),
Jozef Stuň (9/1) –
trenér Jaroslav Kozačka, od 8. 4. 1987 Jindřich Dejmal

### TJ Sklo Union Teplice
Vladimír Počta (27/0),
Zdeněk Zacharda (4/0) –
Jindřich Bureš (29/0),
Vlastimil Calta (5/0),
Jaroslav Čaban (10/0),
Jiří Černý (24/1),
Michal Eisner (4/0),
Krzysztof Etmanowicz (4/0),
Pavel Fasner (13/1),
František Franke (27/3),
Jan Geleta (24/8),
Petr Háša (4/0),
Zdeněk Hrabák (2/0),
Marián Chlad (4/0),
Luděk Jánský (15/0),
Roman Jurenka (1/0),
Zbyšek Klimpel (5/0),
Stanislav Koller (9/0),
Pavel Kouba (4/0),
Jiří Kramár (2/0),
Zdeněk Krupka (10/0),
Jiří Maliga (8/0),
Petr Němec (14/0),
Jiří Novák (11/0),
Petr Nový (16/1),
Jarosław Pasterski (2/0),
Roman Prosser (2/0),
Luboš Polák (12/2),
Milan Vízek (25/14),
Zbyněk Záveský (28/0),
Petr Zuskin (20/0) –
trenér Karel Vytisk (od 1. 10. 1986 Jiří Rubáš), asistent Jaromír Mixa

### TJ DP Xaverov
Ladislav Macho (21/0),
Milan Švec (9/0) –
Zdeněk Brejcha (27/0),
Miroslav Držmíšek (9/1),
Alois Halaška (19/2),
Dušan Herda (28/7),
Josef Houdek (28/1),
Václav Hybš (14/0),
Jiří Chalupa (9/0),
Jiří Kadeřábek (18/1),
Pavel Klouček (25/9),
Jiří Kotek (14/0),
František Kučera (1/0),
Jaroslav Marčík (26/2),
Pavel Medynský (27/3),
Martin Michalec (7/0),
Pavel Prchal (9/1),
Karel Roubíček (11/1),
Petr Růžička (1/0),
Jan Šubík (12/0),
Eduard Unger (2/0),
Milan Vinopal (27/0),
Jaroslav Voříšek (11/0),
Karel Zajac (26/2) –
trenér Karel Přenosil, asistent Václav Pavlis

### TJ VTŽ Chomutov
Miroslav Bednařík (3/0),
Milan Sova (27/0) –
Vladimír Čermák (22/0),
Milan Havlík (26/1),
Roman Hlava  (26/0) ,
Jaroslav Holan (3/0),
Radek Hůrka (19/1),
Václav Kasl (1/0),
Zdeněk Kořínek (11/2),
Jaromír Kubín (18/5),
Jiří Kudela (11/0),
Jiří Kvítek (2/1),
Jan Oehler (7/0),
Luděk Pastor (1/0),
Miroslav Pavlov (27/6),
Jan Pitel (20/4),
Josef Raška (27/3),
Vladimír Sadílek (28/1),
Luboš Schötterl (6/0),
Martin Sedláček (1/0),
Karel Svoboda (14/0),
Miloslav Šebek (28/2),
Radek Šindelář (1/0),
Jaroslav Uličný (7/1),
Vladimír Valenta (13/0),
Josef Valkoun (20/4),
Jiří Weitz (16/0) –
trenér František Plass, asistent Václav Senický

### TJ Vagonka Česká Lípa
Lubomír Sedlák (18/0),
František Zlámal (12/0) –
Jiří Bečvařík (24/2),
Miroslav Dvořák (25/3),
Vlastimil Holub (20/0),
Oldřich Houra (13/0),
Radislav Houška (21/2),
Pavel Hynčica (6/1),
Jiří Ješeta (3/0),
Jiří Kabyl (28/3),
Stanislav Kouřil (24/3),
Jaroslav Kurej (21/6),
Zdeněk Nývlt (16/0),
Petr Ondra (16/1),
Milan Peterka (22/1),
Vladimír Puhlovský (11/0),
Petr Soucha (9/0),
Pavel Šanda (11/0),
Petr Šanda (23/0),
Vladislav Šerák (8/0),
Michael Šimek (26/2),
Jiří Šindelář (24/0) –
trenér František Žůrek, asistent Josef Vápeník

### TJ VOKD Poruba
Alexandr Koloděj (1/0),
Josef Obal (13/0),
Dušan Olájec (14/0),
Jiří Tobiáš (2/0) –
Dušan Baláž (4/0),
Libor Barabáš (7/2),
Jan Bednář (10/2),
Pavel Dlouhý (28/6),
Robert Gróff (18/3),
Miloslav Kopeček (24/1),
Petr Krotki (25/1),
Milan Mačo (1/0),
Jiří Mička (4/0),
Karel Mrázek (28/3),
Josef Nedabýlek (18/5),
Petr Nesrsta (5/0),
Aleš Novák (20/1),
Jiří Pála (17/1),
Milan Procházka (19/0),
Pavel Sláma (17/0),
Pavel Smatana (5/0),
Miroslav Stanko (23/2),
Miroslav Strakoš (27/0),
Milan Škultéty (8/0),
Jaroslav Šupolík (10/1),
Ivan Teplanský (9/0),
Lubomír Václavek (28/0),
Luděk Vlašic (4/2) –
trenér Vladimír Mokrohajský (od 1. 11. 1986 Jiří Chrástek), asistent Jiří Chrástek (od 1. 11. 1986 Miloslav Kovařík)

### VTJ Žatec
Alexander Farkaš (20/0),
Igor Holub (9/0),
Marián Hrinda (2/0) –
Radim Černoch (12/1),
Jozef Daňko (17/1),
Ondrej Fodor (15/4),
Tomáš Hamřík (15/2),
Bedřich Hamsa (27/9),
Ľubomír Havran (28/0),
Ladislav Hladík (21/2),
Pavel Hoftych (9/1),
Jozef Horváth (4/0),
Mikuláš Juhás (16/0),
Roman Kudlík (22/4),
Jaromír Lachman (23/2),
Gustáv Ondrejčík (30/2),
Cyril Stachura (26/0),
Miloš Šimora (24/0),
Radek Šindelář (16/0),
Štefan Švaňa (7/0),
Petr Tichavský (16/2),
Martin Váňa (16/3),
Roman Vlk (4/0) –
trenér Libor Staněk, asistent Miloš Kropáč (od 1. 1. 1987 Roman Vlk)

### TJ TŽ Třinec
Ivo Kopka (29/0),
René Twardzik (1/0) –
Petr Bauman (11/0),
Břetislav Czudek (23/0),
Tibor Daňo (1/0),
Kostas Dimitriadis (26/1),
Ivan Gábor (14/2),
Zdeněk Jurček (27/0),
Marcel Körner (3/0),
Zdeněk Kořínek (12/0),
Marián Krajčovič (16/0),
Ladislav Kubica (18/3),
Karel Kučera (3/0),
Pavol Kulla (27/4),
Ivo Matoušek (17/0),
René Pastorek (26/11),
Anton Pečálka (5/0),
Stanislav Pecha (26/5),
Pavel Pítr (1/0),
Milan Staš (11/0),
Zdeněk Strouhal (14/1),
Vladimír Škola (28/2),
Ladislav Šulák (5/0),
Ladislav Vojténi (8/0),
Zbyšek Zawada (23/0) –
trenéři Lubomír Vašek (od 1. 1. 1987 Vladimír Pažický), asistent Petr Svoboda